# Rally de Cantabria de 2014
El Rally de Cantabria de 2014, oficialmente 36º Rally Santander Cantabria, fue la trigésima sexta  edición y la novena ronda de la temporada 2014 del Campeonato de España de Rally. Se celebró del 11 de octubre al 12 de octubre y contó con un itinerario de ocho tramos que sumaban un total de 150 km cronometrados.
La prueba fue la penúltima cita de la temporada, donde dos pilotos llegaban con opciones de llevarse el título de pilotos: Sergio Vallejo -líder del certamen- y Miguel Ángel Fuster ambos separados por solo 5,5 puntos. En el caso del primero sus opciones de proclamarse matemáticamente campeón serían si terminase segundo y Fuster no puntuase. En el caso del segundo tendría que ganar y que su rival no puntuase para poder llegar líder del campeonato a la última prueba, y jugarse allí el título. En la prueba compitieron también: Luis Monzón con un Mini Cooper RRC, Surhayen Pernía o Yeray Lemes, entre otros. El campeonato de Grupo N, ya decidido debido a la ausencia de Edgar Vigo, no contó con el ya ganador, Joan Carchat, debido a un cólico nefrítico que sufrió días antes de la prueba.
El ganador fue Miguel A. Fuster que se impuso en siete de los ocho tramos disputados liderando la prueba de principio a fin. Sergio Vallejo terminó segundo a más de un minuto, pero le sirvió para conservar el liderato del campeonato con una ventaja de solo medio punto. En la tercera posición del podio finalizó Joan Vinyes con el Suzuki Swift S1600. Entre los abandonos más destacados figuran: Surhayen Pernía, que abandonó por rotura de la caja de cambios de su Mitsubishi Lancer Evo X R4, Luis Monzón por rotura de motor en el tercer tramo y Yeray Lemes que perdió una rueda también en la tercera especial.

## Itinerario
| Día            | Tramo | Nombre           | Distancia | Hora  | Ganador             | Tiempo  | Veloc. media | Líder rally         |
| -------------- | ----- | ---------------- | --------- | ----- | ------------------- | ------- | ------------ | ------------------- |
| Día 1 sábado 8 | TC1   | Villacarriedo 1  | 19,80 km  | 08:35 | Miguel Ángel Fuster | 12:03.3 | 95,46 km/h   | Miguel Ángel Fuster |
| Día 1 sábado 8 | TC2   | Vega de Pas 1    | 18,98 km  | 09:03 | Miguel Ángel Fuster | 10:16.1 | 110,90 km/h  | Miguel Ángel Fuster |
| Día 1 sábado 8 | TC3   | Villacarriedo 2  | 19,80 km  | 11:29 | Miguel Ángel Fuster | 11:52.8 | 96,87 km/h   | Miguel Ángel Fuster |
| Día 1 sábado 8 | TC4   | Vega de Pas 2    | 18,98 km  | 11:57 | Sergio Vallejo      | 10:11.6 | 111,72 km/h  | Miguel Ángel Fuster |
| Día 1 sábado 8 | TC5   | Villanueva 1     | 20,67 km  | 14:59 | Miguel Ángel Fuster | 12:17.6 | 100,88 km/h  | Miguel Ángel Fuster |
| Día 1 sábado 8 | TC6   | Ramales-Ruesga 1 | 16,55 km  | 15:43 | Miguel Ángel Fuster | 10:20.8 | 95,97 km/h   | Miguel Ángel Fuster |
| Día 1 sábado 8 | TC7   | Villanueva 2     | 20,67 km  | 17:29 | Miguel Ángel Fuster | 12:17.3 | 100,92 km/h  | Miguel Ángel Fuster |
| Día 1 sábado 8 | TC8   | Ramales-Ruesga 2 | 16,55 km  | 18:13 | Miguel Ángel Fuster | 10:18.4 | 96,35 km/h   | Miguel Ángel Fuster |

## Clasificación final
| Pos. | Piloto              | Copiloto             | Automóvil                | Tiempo    | Diferencia |
| ---- | ------------------- | -------------------- | ------------------------ | --------- | ---------- |
| 1.   | Miguel Ángel Fuster | Ignacio Aviñó        | Ford Fiesta R5           | 1:29:39.6 | 0.0        |
| 2.   | Sergio Vallejo      | Diego Vallejo        | Porsche 911 GT3          | 1:30:59.6 | +1:20.0    |
| 3.   | Joan Vinyes         | Jordi Mercader       | Suzuki Swift S1600       | 1:33:09.1 | +3:29.5    |
| 4.   | Gorka Antxustegui   | Alberto Iglesias Pin | Suzuki Swift S1600       | 1:33:43.6 | +4:04.0    |
| 5.   | Daniel Peña         | Raúl Alejandro Clis  | Citroën DS3 R3T          | 1:35:42.1 | +6:02.5    |
| 6.   | Esteban Vallín      | Borja Odriozola      | Opel Adam R2             | 1:39:08.4 | +9:28.8    |
| 7.   | Pablo Silva         | David Matalobos      | Mitsubishi Lancer Evo IX | 1:42:08.3 | +12:28.7   |
| 8.   | Efrén Llarena       | Igor Zatika          | Suzuki Swift Sport       | 1:43:21.7 | +13:42.1   |
| 9.   | José Luis Pelaez    | David Sanjuan        | Peugeot 208 R2           | 1:45:16.8 | +15:37.2   |
| 10.  | Santiago Cañizares  | José Martín          | Suzuki Swift S1600       | 1:46:36.5 | +16:56.9   |